# Khu liên hợp Khoa học Kỹ thuật Bình Nhưỡng
Khu liên hợp Khoa học Kỹ thuật (tiếng Hàn Quốc: 과학기술전당) là trung tâm khoa học và kỹ thuật của Cộng hòa Dân chủ Nhân dân Triều Tiên được đặt trong một tòa nhà hình nguyên tử lớn nằm trên Đảo Ssuk ở thủ đô Bình Nhưỡng, có thể tiếp cận qua Cầu Chungsong. Công trình này được hoàn thành vào năm 2015. Theo hãng tin KBS World, khi đó tòa nhà có diện tích sàn hơn 100.000 mét vuông.
Nhìn từ trên cao, cơ sở được xây dựng trông giống như một nguyên tử. Cơ sở này còn có cả một thư viện điện tử. Tòa nhà có khoảng 3.000 thiết bị đầu cuối máy tính. Đối với người dân Bắc Triều Tiên, những thiết bị này cung cấp quyền truy cập vào mạng nội bộ quốc gia gọi là mạng Kwangmyong.

## Further reading
- O, Hae Yon (2016). Sci-Tech Complex. Pyongyang: Foreign Languages Publishing House. OCLC 1033199604.